# Parectecephala humeralis
Parectecephala humeralis är en tvåvingeart som först beskrevs av Oswald Duda 1930.  Parectecephala humeralis ingår i släktet Parectecephala och familjen fritflugor. Inga underarter finns listade i Catalogue of Life.